# Logički operatori na poligonima
Logički operatori na poligonima obuhvataju operatore Bulove algebre (AND, OR, NOT, XOR, ...) koji se primenjuju na jednom ili vise mnogouglova u racunarskoj grafici. Ovi operatori se koriste u računarskoj grafici, CAD (computer-aided design) i u EDA (u integrisanom kolu fizičkog dizajna i vertifikaciji softvera).

## Algoritmi
- Vatti clipping algorithm
- Sutherland–Hodgman algorithm (algoritam za specijalni slučaj)
- Weiler–Atherton clipping algorithm (algoritam za specijalni slučaj)

## Upotreba kod softvera
Prvi algoritmi za logičke operatore na mnogouglovima baziraju se na upotrebi bitmaps. Upotreba bitmaps u modeliranju poligonskih oblika ima mnogo nedostataka. Jedan od nedostataka je to što se troši puno memorije, pošto je rezolucija mnogougla proporcionalna broju bitova upotrebljenom za prikaz poligona. Što veću rezoluciju želimo, više bitova je potrebno.
Moderne implementatcije teže da koriste plane sweep algorithms (ili Sweep line algorithms). Spisak radova koji koriste plane sweep algorithms mogu se naći u referencama.
Bulove operacije na konveksnim mnogouglovima i monotonim mnogouglovima u istom pravcu mogu se izvršiti u linearnom vremenu.

## Literatura
- Mark de Berg, Marc van Kreveld, Mark Overmars, and Otfried Schwarzkopf, Computational Geometry - Algorithms and Applications, Second Edition, 2000
- Jon Louis Bentley and Thomas A. Ottmann, Algorithms for Reporting and Counting Geometric Intersections, IEEE Transactions on Computers, Vol. C-28, No. 9, September 1979. pp. 643–647
- Jon Louis Bentley and Derick Wood, An Optimal Worst Case Algorithm for Reporting Intersections of Rectangles, IEEE Transactions on Computers, Vol. C-29. No. 7, July 1980. pp. 571–577
- Ulrich Lauther, An O(N log N) Algorithm for Boolean Mask Operations, 18th Design Automation Conference, 1981. pp. 555–562
- James A. Wilmore, Efficient Boolean Operations on IC Masks, 18th Design Automation Conference, 1981. pp. 571–579
- Nievergelt, J.; Preparata, F. P. (1982). „Plane-Sweep Algorithms for Intersecting Geometric Figures”. Communications of the ACM. 25 (10): 739—747. CiteSeerX 10.1.1.83.3275 . doi:10.1145/358656.358681.
- Thomas Ottmann, Peter Widmayer, and Derick Wood, "A Fast Algorithm for the Boolean Masking Problem," Computer Vision, Graphics, and Image Processing, 30, 1985. pp. 249–268
- Martínez, Francisco; Rueda, Antonio Jesús; Feito, Francisco Ramón (јун 2009). „A new algorithm for computing Boolean operations on polygons”. Computers & Geosciences. 35 (6): 1177—1185. Bibcode:2009CG.....35.1177M. ISSN 0098-3004. doi:10.1016/j.cageo.2008.08.009.